# 司富春
司富春（1963年2月—），汉族，中华人民共和国政治人物、第十一届全国政协委员。

## 生平
担任河南中医药大学副校长、博士生导师。2008年，当选第十一届全国政协委员，代表教育界，分入第四十二组。2018年2月24日，当选为第十三届全国人大代表。